# Viva Last Blues
Viva Last Blues is het derde album van Will Oldham. In tegenstelling tot zijn eerste twee albums bracht Oldham Viva Last Blues niet onder de naam Palace Brothers uit, maar onder Palace Music. Het album werd geproduceerd door Steve Albini. 

## Nummers
Alle muziek en teksten zijn geschreven door Will Oldham. 
| 1.                 | More Brother Rides                 | 3:18 |
| 2.                 | Viva Ultra                         | 3:18 |
| 3.                 | The Brute Choir                    | 2:43 |
| 4.                 | The Mountain Low                   | 2:44 |
| 5.                 | Tonight's Decision (And Hereafter) | 4:10 |
| 6.                 | Work Hard/Play Hard                | 2:50 |
| 7.                 | New Partner                        | 3:54 |
| 8.                 | Cat's Blues                        | 3:18 |
| 9.                 | We All, Us Three, Will Ride        | 2:56 |
| 10.                | Old Jerusalem                      | 2:16 |
| Totale duur: 31:27 |                                    |      |

### Bonus tracks
In het Verenigd Koninkrijk kwam het album uit met twee bonustracks:
| Nr. | Titel            | Duur |
| --- | ---------------- | ---- |
| 11. | Black/Rich Tune  | 3:19 |
| 12. | You Have Cum..." | 2:51 |

## Bezetting
- Will Oldham
- Liam Hayes
- Jason Loewenstein (Sebadoh)
- Ned Oldham
- Bryan Rich